# 1-й уланський полк (Австро-Угорщина)
1-й уланський полк (Австро-Угорщина) — полк цісарсько-королівської кавалерії Австро-Угорщини.
Повна назва: K.u.k. Galizisches Ulanen-Regiment «Ritter von Brudermann» Nr. 1.
Дата заснування — 1791 рік (за наказом імператора Леопольда І). Заснований на основі кавалерійських підрозділів, створених ще Йосифом ІІ 21 жовтня 1784 року.

## Особовий склад полку
Національний склад (1914 рік) — 85 % поляків та 15 % інших.
Набір рекрутів (1914 рік) — у Кракові.
Мова полку — польська.

## Дислокація полку
| I. | II. | III. |
| --- | --- | --- |
| - 1791 Шарошпатак, потім Розенау - 1793—1794 Лоді (місто в Ломбардії, Італія) - 1798—1799 Штаубінг - 1801-05 Пардубице - 1806 Ґабель, потім Бісхоф-Тайніц - 1807—1809 Клатові - 1810 Пардубице - 1811 Ґайя, потім Дьєндьєш - 1812—1813 Надь-Топольчани - 1814—1815 Дебрецен - 1815 Санкт Флоріан | - 1816 Ґроссвардайн - 1817 Відень - 1818 Жатец - 1843 Відень - 1845—1848 Пардубице - 1849 Нойзоль - 1850 Санкт Ґеорґен, dann Beraun - 1851 Санкт Ґеорґен - 1854 Краків - 1855—1859 Веселі | - 1860 Веселі - 1862 Меріш Нойштадт - 1863—1866 Тарнув - 1866 Лугож - 1868 Темешвар - 1871 Оденбург - 1876 Тарнів - 1880 Краків - 1895 Відень - 1899 Монастириська |

- 1914 рік — штаб і 1-й дивізіон у Львові, 2-й — у Великих Мостах[4].

- 1914 рік (серпень) — 11-й корпус, 4-та кавалерійська дивізія, 21-ша кавалерійська бригада[4].

## Командири полку
- 1859: Адольф фон Менґен[5]
- 1865: Адольф фон Менґен[6]
- 1879: Франц Кунц[7]
- 1914: Фрідріх Вайс фон Шльойсенбурґ[8]